# 4051 Hatanaka
4051 Hatanaka este un asteroid din centura principală, descoperit pe 1 noiembrie 1978 de Koichiro Tomita.